# Merck Index
Merck Index är ett uppslagsverk om kemikalier och läkemedel. Det innehåller över 11 500 olika monografier över föreningar, samt information om deras egenskaper. Merck Index gavs ut av den amerikanska läkemedelstillverkaren Merck & Co. fram till 2013, då namnet licensierades till Royal Society of Chemistry som gjort uppslagsverket tillgängligt online.
Den senaste upplagan var den 14:e i ordningen. Denna utkom år 2006 och har ISBN 978-0-911910-00-1.

## Tidigare upplagor
- 13 (2001)
- 12 (1996)
- 11 (1989)
- 10 (1983)
- 9 (1976)
- 8 (1968)
- 7 (1960)
- 6 (1952)
- 5 (1940)
- 4 (1930)
- 3 (1907)
- 2 (1896)
- 1 (1889)